# Бирюков, Сергей Евгеньевич
Серге́й Евге́ньевич Бирюко́в (род. 19 мая 1950, дер. Торбеевка, Тамбовская область) — русский российский поэт и литературовед, педагог, исследователь русского и зарубежного авангарда. Основатель и президент Международной Академии Зауми. Доктор культурологии (2007 г.).

## Биография
Окончил филологический факультет Тамбовского педагогического института. Кандидат филологических наук, доктор культурологии. Вплоть до конца 1998 года жил и работал в Тамбове: преподавал в университете. Был руководителем литературной студии «АЗ» на филологическом факультете ТГУ им. Г.Р. Державина, среди «выпускников» которой такие писатели, как Алексей Шепелёв, Сергей Лёвин и другие. Готовил к изданию книги русских поэтов XIX и XX веков (в частности, издания Алексея Жемчужникова, Василия Кубанёва, Николая Ладыгина). С 1998 года с семьёй проживает в Германии, в городе Галле, и преподаёт в местном Университете Мартина Лютера.

## Творчество
В своём поэтическом творчестве Бирюков выступает прямым продолжателем русских футуристов, обращаясь в первую очередь к таким способам поэтического высказывания, как заумь, стих, мотивированный аллитерацией, а также к визуальной и сонорной поэзии. Им опубликованы около двадцати книг стихов. Бирюков известен также мастерской декламацией своих произведений, а также футуристической поэзии начала XX века: «авторское чтение любых его текстов являет собой артистичное шоу».
Как исследователь Бирюков прежде всего обращается к поэзии русского футуризма, её корням в более ранней поэзии и продолжению её традиций в новейшей поэзии. Этой теме посвящены монография «Поэзия русского авангарда» (2001) и хрестоматия авангардных форм и приёмов «Року укор: Поэтические начала» (2003; первое издание в 1994 под названием «Зевгма: Русская поэзия от маньеризма до постмодернизма»). Статья Бирюкова о Елене Гуро опубликована в литературном журнале Homo Legens. В 2014 г. также выпустил книгу «Амплитуда авангарда» (М.: Совпадение, серия «Ещё не классики»).
Бирюков организовал и провёл в Тамбове конференцию-фестиваль «Поэтика русского авангарда» (1993), учредил в качестве авторского культурного проекта Академию зауми, от лица которой с 1990 присуждает Международную отметину имени отца русского футуризма Давида Бурлюка.
Сергей Бирюков — главный редактор «Альманаха Академии Зауми», соредактор журнала литературного и художественного авангарда «Другое полушарие».

## Премии
- Премия журнала «Окно» (2008)
- Премия «Выбор читателей»[4] международного журнала поэзии коротких форм «Шэмрок»[5]
- Премия журнала «Дети Ра» (2009, 2015)
- Всероссийская премия им. Ф. И. Тютчева «Русский путь» (2013)
- Международная премия «Писатель XXI века» Архивная копия от 6 марта 2016 на Wayback Machine (2015)
- Лауреат литературной премии Константина Кедрова  Президентского фонда культурных инициатив (2024)[6]